# SHINee WORLD Ⅶ - E.S.S.A.Y
《SHINee WORLD Ⅶ - E.S.S.A.Y (Every Stage Shines Around You)》은 대한민국의 보이 그룹 샤이니의 7번째 콘서트 투어이다. 팬덤 내에서는 오이(52)콘으로 약칭하기도 한다.

## 개요
2025년 3월 10일, SM 엔터테인먼트는 샤이니 공식 SNS를 통해 샤이니의 데뷔 17주년에 발맞춘 7번째 아시아 투어의 서울 일정을 공개하였고, 뒤이어 예매는 각각 팬클럽 선행 예매와 일반 예매가 3월 18일과 20일, 멜론티켓을 통해 진행되었으며 4월 18일에는 단체 포스터가 추가로 공개되었다. 샤이니는 3일간의 걸친 콘서트를 통해 3만여명의 누적 관객을 기록하였다.

## 투어 일정
| 날짜            | 도시 | 국가     | 장소             | 관객 동원     |
| --------------- | ---- | -------- | ---------------- | ------------- |
| 2025년 5월 23일 | 서울 | 대한민국 | 올림픽체조경기장 | 통산 30,000명 |
| 2025년 5월 24일 | 서울 | 대한민국 | 올림픽체조경기장 | 통산 30,000명 |
| 2025년 5월 25일 | 서울 | 대한민국 | 올림픽체조경기장 | 통산 30,000명 |

## 세트 리스트
- Opening VCR -
- Poet l Artist
- View
- JUMP
- CØDE
- Everybody

- Ment -
- Prism
- 데리러 가 (Good Evening)

- Band Introduction -
- Dream Girl (The Latter Part Performance)
- 1 of 1
- 10X
- HARD
- 히치하이킹 (Hitchhiking)
- Sherlock·셜록 (Clue+Note)
- Don't Call Me
- JUICE

- Ment -
- Black Hole
- JoJo
- SHIFT
- SAVIOR

- Dancer Introduction -
- Identity (The Latter Part Performance)
- I Really Want You
- Married To The Music

- Ment -
- 셀 수 없는 (Countless)
- 누난 너무 예뻐 (Replay)

- Encore -
- Starlight

- Ment -
- The Feeling

- 사.계.한 (Love Should Go On)

- Ment -
- 산소 같은 너 (Love Like Oxygen)

- Ment -
- Medley

1. 너 아니면 안 되는 걸 (ROMANTIC)
2. Life

- Ring Ding Dong

- Ment -
- Lucifer

- Ment -
- Medley

1. 소년, 소녀를 만나다 (Romeo+Juliette)
2. 재연 (An Encore)

- Ment -
- 사.계.한 (Love Should Go On)

- 투명 우산 (Don't Let Me Go)

- Ment -
- Days And Years

- Ment -
- 네가 남겨둔 말 (Our Page)

## 제작
- 샤이니 (온유, Key, 민호, 태민)
- 주최 : SM 엔터테인먼트
- 주관 : 드림메이커, 드림시큐리티
- 총연출 : 황상훈